# Hello Old Friend
«Hello Old Friend» — кантри-рок песня, написанная и записанная британским рок-музыкантом Эриком Клэптоном. Песня была выпущена в октябре 1976 года первым из двух синглов из студийного альбома Клэптона 1976 года No Reason to Cry.

## Выступление в хит-парадах
Песня добралась до 54 позиции в хит-параде ARIA Charts в Австралии, составленного историком Дэвидом Кентом. В Канаде сингл добрался до 37 позиции, тем самым став четвёртым сольным синглом Клэптона, попавшим в Топ 40 песен в жанре кантри. Расположившись на 24 строчке в хит-параде Billboard Hot 100 в США, сингл стал третьим средне успешным синглом Клэптона попавшим в Топ 40 в Северной Америке.

## Рецензии критиков
В своей рецензии на альбом No Reason to Cry, музыкальный критик журнала AllMusic Уильям Рульман отметил, "Hello Old Friend" лучшая поп/рок песня в альбоме. Журналист журнала Rolling Stone Дейв Марш назвал песню "причудливой и глупой попыткой of attempted innocence".

## Позиции в хит-парадах
| Хит-парад (1976–1977)         | Лучшая позиция |
| ----------------------------- | -------------- |
| Australia (Kent Music Report) | 54             |
| Canadian Top Singles (RPM)    | 37             |
| US Billboard Hot 100          | 24             |